# Von Benzo
Von Benzo es un grupo musical sueco de rock procedente de Helsingborg y surgido en 2005. Actualmente han lanzado dos discos de estudio y han llegado a compartir cartel con grupos de renombre en Suecia como Takida o Backyard Babies.
Además, el cantante y guitarrista del grupo Jay Smith es el ganador de Swedish Idol 2010.

## Miembros
- Jay Smith - voz y guitarra
- Niklas Svärd - guitarra
- Attila Terek - bajo
- Richard Larsson - teclados
- Magnus Hoff - batería

## Discografía

### Álbumes
- Von Benzo (2009)
- Yes Kids It's True (2011)

### Sencillos
- Die Beautiful (2009)
- Bad Father, Bad Son (2009)
- Radio (2011)
- Addicted (2013)